# David Avidan
David Avidan (דוִד אבידן; Tel Aviv, 21 febbraio 1934 – Tel Aviv, 11 maggio 1995) è stato un poeta, pittore e produttore cinematografico israeliano.

## Pubblicazioni
Le prime liriche di Avidan, pubblicate sul periodico d'avanguardia Likrat (Verso), delineano il ruolo e il motivo ispiratore della nuova generazione; l'espressione poetica deve attingere alla problematica dell'individuo in quanto tale e riecheggiare situazioni ed esperienze strettamente personali. Tra le varie raccolte di poesie: 
- Širim Hizoniyyim (1970)
- Širim Šimušiyyim (1973)
- Dieci criptogrammi d'una star televisiva (1976)
- Avidanium 20 (1987)
- Ossidiana (1990)